# Efsix
De Efsix is een middelgrote open familiezeilboot ontworpen door Van de Stadt design. Als eenheidsklasse wordt er door twee personen mee in wedstrijden gezeild. De boot is gebouwd van polyester met ophaalbare kiel.

## Eigenschappen
De boot is sloepgetuigd met torentuig en voert een grootzeil van 12 m². Het roer is aangehangen. De kiel weegt 150 kg en is gemakkelijk volledig ophaalbaar door middel van een lier. Hierdoor is de Efsix eenvoudig op een aanhanger te vervoeren.
De hoogte van het gangboord van de  Efsix en de onderdekse schootvoering zorgen voor een goede ergonomie, tevens is hij goed wendbaar. Tijdens toerzeilen is er ruimte voor vier personen. Het gedeeltelijk verhoogde voordek, de vlakke kuipvloer en de bergruimtes bieden mogelijkheden voor kamperen aan boord. De rubberen stootrand beschermt de boot tegen beschadigingen. De Efsix behoeft niet veel onderhoud.
De eigenschappen zijn beschreven in de klassevoorschriften. Hierdoor zijn alle boten standaard hetzelfde uitgerust. Dit heeft als gevolg dat tijdens het Nederlands kampioenschap een boot uit 1975 kan wedijveren om een ereplaats met een nieuwe boot.
De Efsix Klasse Organisatie Nederland (EKON) is een vereniging die sinds 1976 jaarlijks diverse evenementen en wedstrijden organiseert. Ook worden er geregeld trainingen gegeven in de specifieke knepen van het wedstrijdzeilen. Naast wedstrijden in Nederland kunnen er ook wedstrijden in Duitsland en in België worden gezeild. Voorbeelden van wedstrijden waaraan de Efsix meevaart zijn: Sneekweek, Kruis van Heeg, North Sea Regatta en Nederlandse en Duitse kampioenschappen.

## Geschiedenis
Het ontwerp van de Efsix stamt uit 1975. De Nederlandse werf Foacon produceerde de eerste 325 boten. Binnen drie jaar werd het ontwerp als officiële wedstrijdklasse erkend. De boot bleek ook in Duitsland succesvol. Dit was aanleiding voor het Duitse Fritzmeier om de bouw over te nemen tot een totaal van ongeveer 600 boten was bereikt. Vanaf 1991 tot 2005 bouwde de werf J. Ter Veen in Lemmer de Efsix 2000-serie. Van 2006 tot 2009 heeft Hoora uit Heeg de Efsix 2100-serie gebouwd. Hoora heeft diverse verbeteringen doorgevoerd, zoals een onderdeks rolfoksysteem en vaste kasten in de gangboorden. Sinds 2010 bouwt de Kloet uit Kortenhoef de Efsix.